# Danis regalis
Danis regalis är en fjärilsart som beskrevs av Grose-smith och Kirby 1895. Danis regalis ingår i släktet Danis och familjen juvelvingar. Inga underarter finns listade i Catalogue of Life.